# Змій (розміновувач)

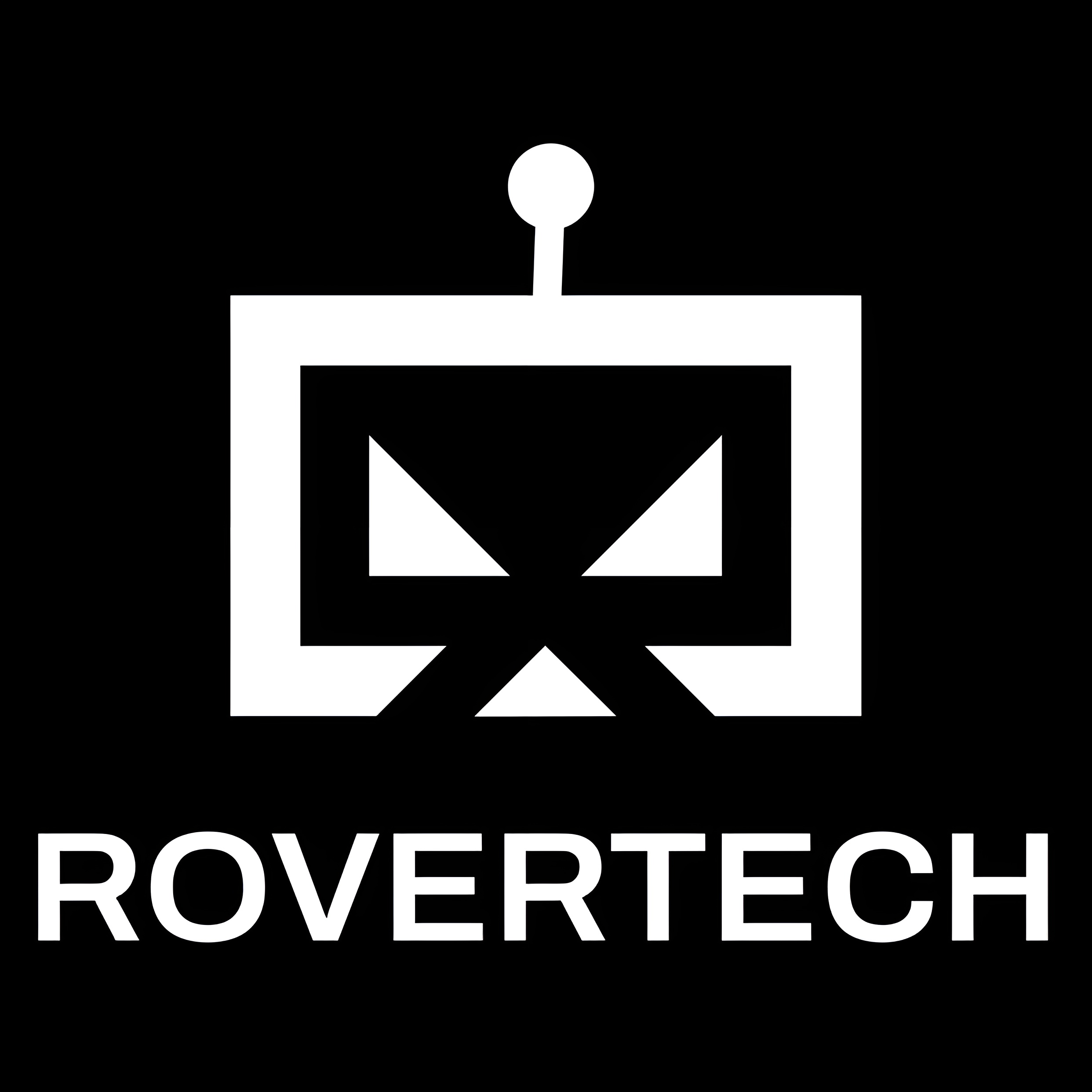
Лого Rovertech (орг. Ровер Тек, Rover Tech)

Комплекс наземного роботизованого очищення (розмінування) (КНРО) "Змій" (Demining complex "ZMIY") — український дистанційно керований інженерний засіб, створений компанією Rovertech (ТОВ "Ровер Тек") у жовтні 2023 року.
Розроблений для активного бойового розмінування, "Змій" став першою сертифікованою інженерною машиною розмінування у категорії до 1 тонни, яка відповідає стандартам Міністерства оборони України та НАТО (код у каталозі НАТО: 1385-61-017-9747). Комплекс може працювати на безпечній для оператора відстані від 1 км, знешкоджуючи широкий спектр мін, зокрема протитанкові та протипіхотні.
У серпні 2024 року "Змій" став частиною кампанії UNITED24, яку підтримують амбасадори проєкту Тімоті Снайдер та Марк Гемілл. В рамках цієї кампанії зібрано кошти на виробництво роботів-розміновувачів для гуманітарного розмінування українських територій.

## Технічні характеристики
КНРО "Змій" — це малогабаритна машина розмінування на металевій колісній платформі з ґрунтозацепами. Технічні характеристики:
- Маса: 950 кг
- Габарити: 2770 х 1600 х 850 мм
- Принцип роботи: роторний механізм з грузилами для активації мін
- Типи мін, які здатен активувати: протитанкові міни типу ТМ-62, протипіхотні міни типу ПНМ-2, ПНМ-4, ПМФ, міни на дротовій розтяжці типу ОЗМ-72 та МОН
- Знешкодження розтяжок
- Практична швидкість розмінування: 2-2,5 га за одну добу
- Стійкість до засобів радіоелектронної боротьби (РЕБ)
- Захист від скидів та FPV-дронів
- Можливість дротового керування
- Заміна валу: до 30 хвилин
- Час розгортання: 5 хв

Комплекс здатен витримувати детонації протитанкових мін без втрати функціональності, що робить його особливо корисним для проведення розмінувань в умовах бойових дій. Окрім цього, потужності двигуна достатньо для евакуації великої техніки.

## Випробування та впровадження

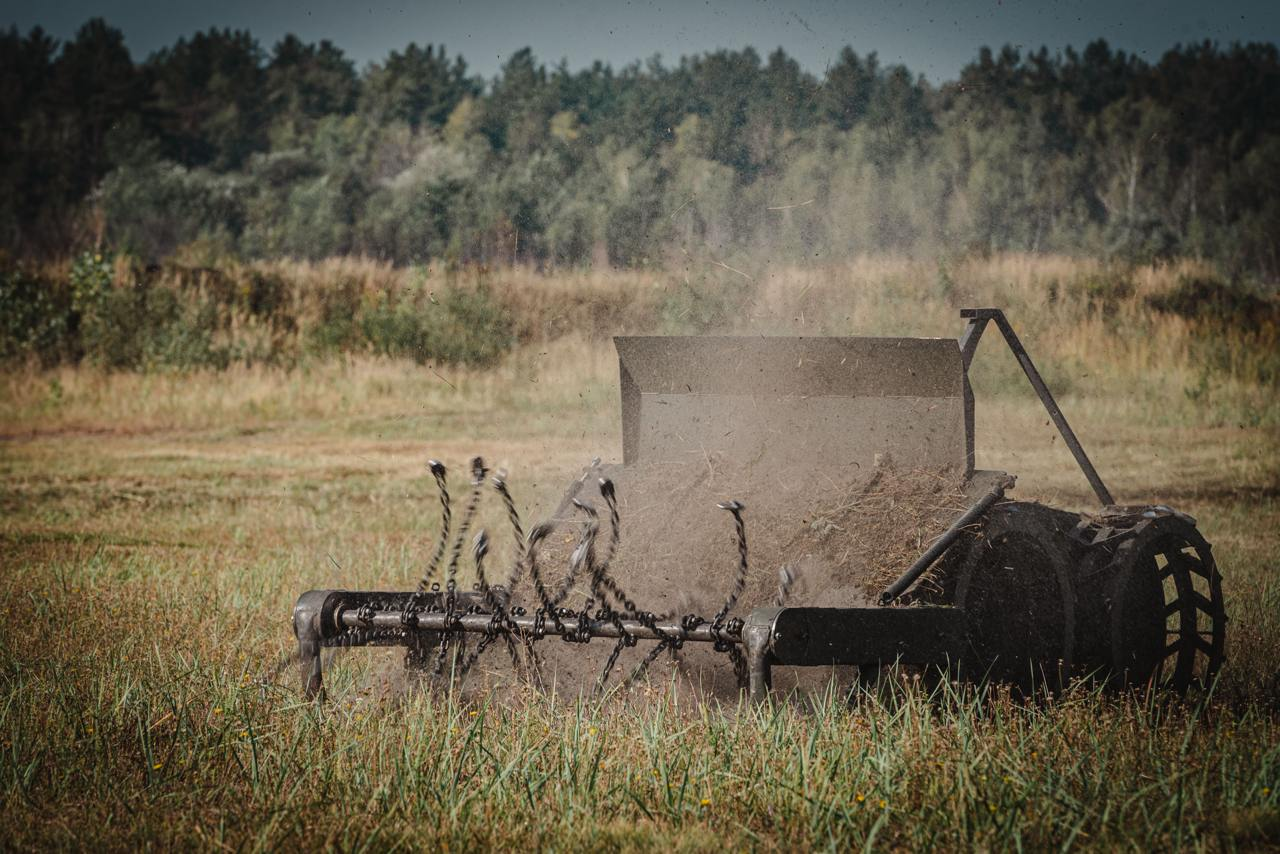
Комплекс наземного розміновування "Змій" v1.2

КНРО "Змій" успішно пройшов випробування в бойових умовах та був прийнятий на озброєння кількома бригадами Збройних сил України. Серед них:
- 710-та бригада[24]
- 22-га окрема механізована бригада
- 12-та бригада "Азов"[25]
- 4-та окрема танкова бригада
- 711-та бригада[26]
- 3-тя окрема штурмова бригада

Особливістю комплексу є можливість його використання для розмінування складних і замінованих територій. "Змій" продемонстрував здатність витримувати вибухи протитанкових мін, залишаючись функціональним навіть після кількох детонацій. Також може використовуватись для евакуації великогабаритної військової техніки. Такі роботизовані платформи стали важливим елементом у роботі військових. За даними Генштабу, використовуючи КНРО Змій та Змій Логістичний вдається загалом зменшити втрати серед військових на 30%.
3 жовтня 2024 року компанія Rovertech вперше виставила сертифіковану версію для гуманітарного розмінування на Виставці-форумі Security 2.0 — головному заході України у сфері безпеки.  
24 лютого 2025 року компанія Rovertech взяла участь у презентації досягнень українського оборонного виробництва в Києві, де Міністерство з питань стратегічних галузей промисловості України офіційно представило новий бренд «Zbroya». Захід, на якому був присутній президент Володимир Зеленський, лідери іноземних держав та єврокомісари, став майданчиком для демонстрації наземного логістичного комплексу «Змій», розробленого Rovertech. 

## Залучення до міжнародних ініціатив

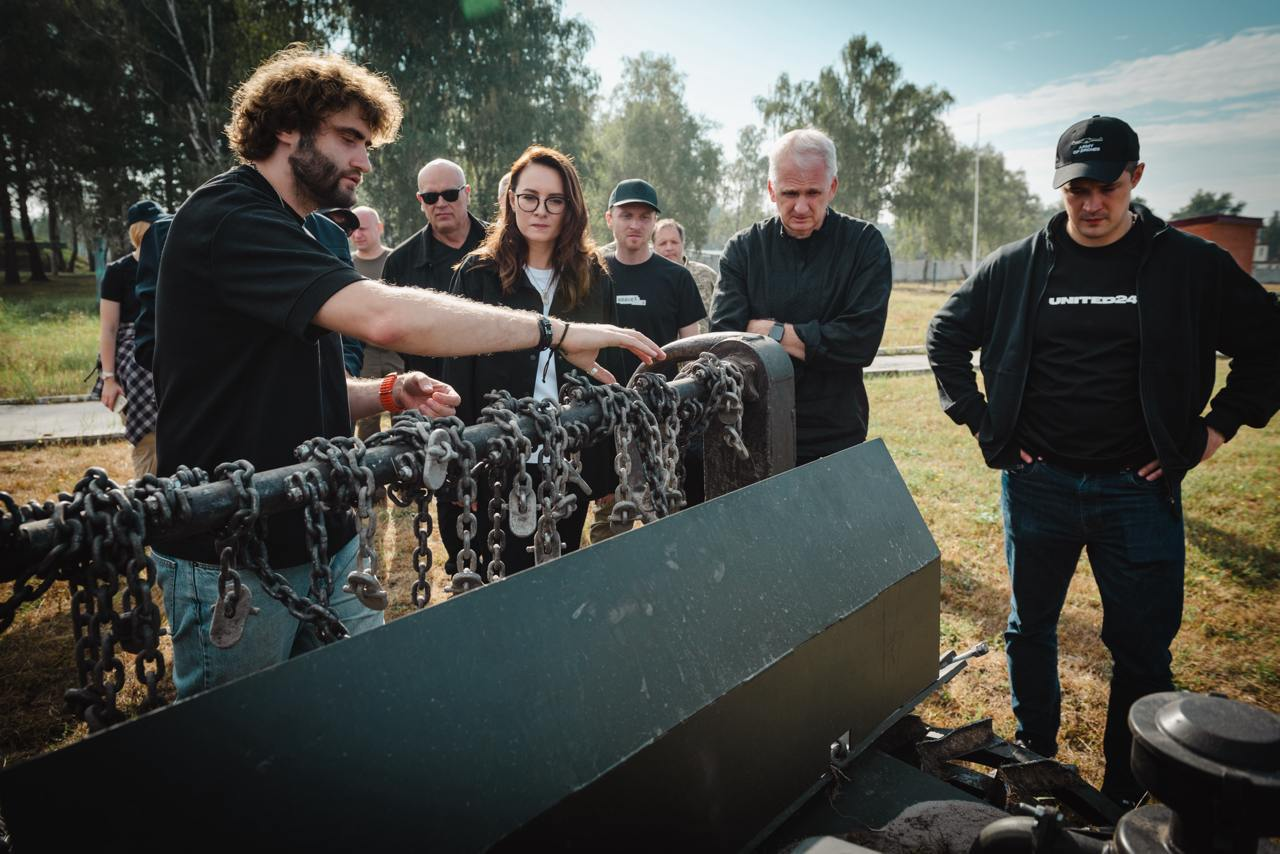
Борис Дрожак, Юлія Свириденко, Тімоті Снайдер та Михайло Федоров під час показу КНРО "Змій"

У серпні 2024 року розміновувач "Змій" став частиною ініціативи UNITED24, яка спрямована на підтримку гуманітарного розмінування територій України. Під керівництвом амбасадорів проєкту, таких як Тімоті Снайдер та Марк Гемілл, було зібрано кошти на виготовлення 30 роботів-розміновувачів для українських саперів.
Кампанія під назвою "Безпечна Земля" спрямована на забезпечення безпечного повернення українських громадян на звільнені території.
У жовтні 2024 року компанія Rovertech (ТОВ "Ровер Тек") взяла активну участь у дводенній щорічній конференції з питань протимінної діяльності в Україні-2024 (UMAC-2024). Там взяли участь представники понад 60 країн та міжнародних організацій. Люксембург, Нідерланди, Норвегія, Канада та Латвія виділили сумарно майже 70 мільйонів доларів на гуманітарне розмінування України. Перша віцепрем'єр-міністр України – міністерка економіки Юлія Свириденко зауважила, що Україна працює над розробкою власних машин для розмінування, зокрема сертифіковано машину "Змій" від компанії Rovertech.

## Додаткова інформація

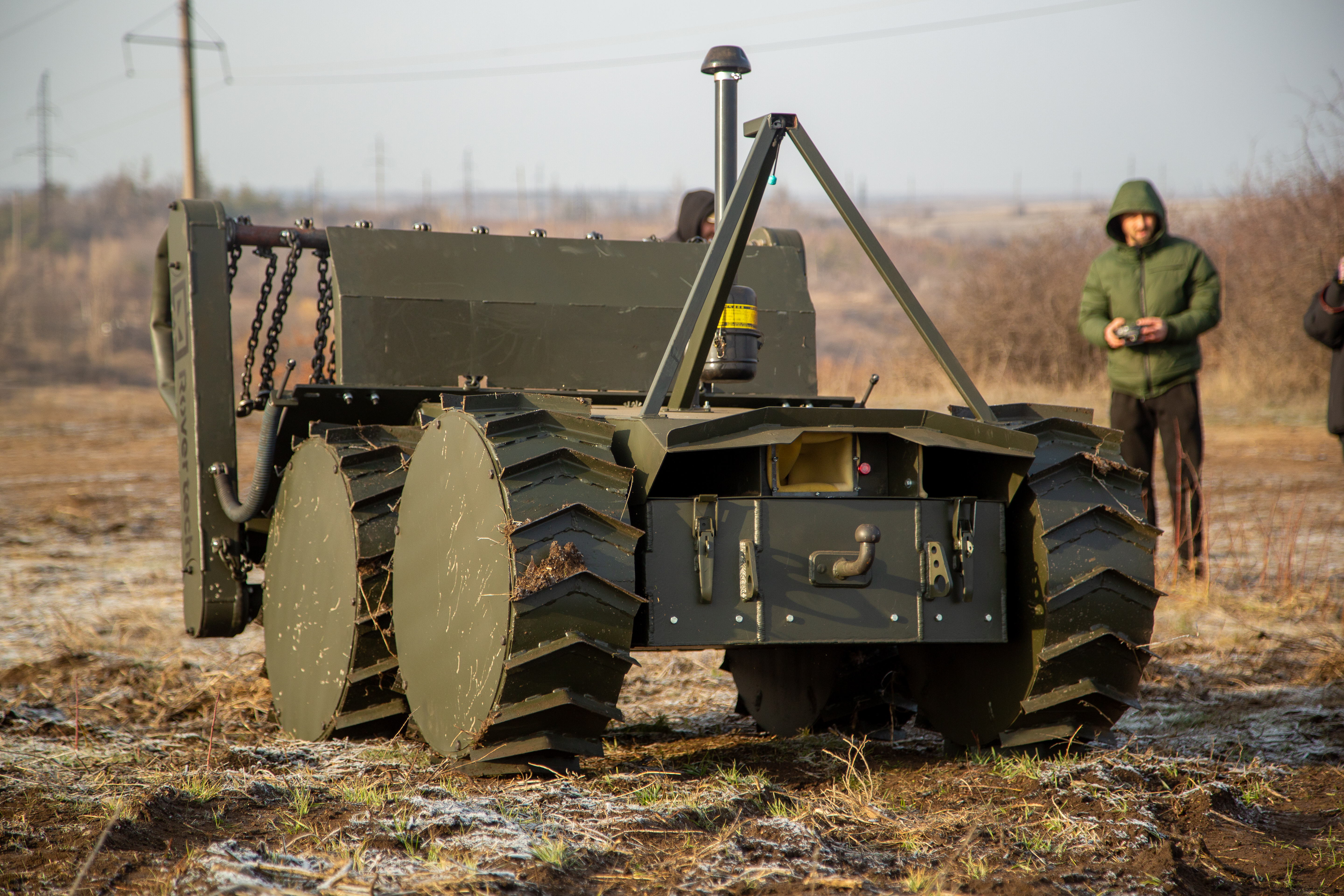
КНРО "Змій" під час чергових випробувань на полігоні

Компанія Rovertech (ТОВ «Ровер Тек») заснована у 2023 і спеціалізується на розробці військової техніки та інженерних засобів для Збройних сил України. Компанія співпрацює з державними структурами та програмою Brave1 у сфері інновацій для українського оборонного комплексу.  
У березні 2025 року компанія Rovertech спільного із Фондом Сергія Притули передали саперам ДССТ два дрони-розміновувачі "Змій" для гуманітарного розмінування територій, забруднених через бойові дії.  
7 квітня 2025 року представники України на Євробаченні-2025 гурт Ziferblat доєдналися до масштабного благодійного збору фонду Сергія Притули, де ціллю збору були 4 мільйони гривень, які передали на закупівлю роботизованих машин “ЗМІЙ” компанії Rovertech. 